# マイルドにしぬ
舞台『マイルドにしぬ』は、女優・水野美紀と作家・楠野一郎による演劇ユニット・プロペラ犬の旗揚げ公演である。水野美紀と河原雅彦による二人芝居。上演は、2007年11月27日 - 12月13日に渡り、東京・大阪・川崎で行われた。

## 公演概要
上演時の当日パンフレットに基づく。所属は上演当時のもの。

### キャスト
- 水野美紀
- 河原雅彦

### スタッフ
- 作：楠野一郎
- 演出：入江雅人
- 美術・映像制作：小指値
- 照明：松村光子
- 照明オペレーター：岡森万希
- 音響：眞澤則子（パーツスタジオ）
- 音響オペレーター：矢島理江
- 衣裳：石井大介（ブランニューファブリック）
- 演出助手：村西恵
- 特殊効果：中田彰輝（M.E.U）、飯田文江（M.E.U）
- ヘアメイク：武井優子
- 舞台監督：堀吉行（DDR）
- 舞台監督助手：須田桃季（DDR）
- 衣装部：渡辺まり

- 大道具製作：C-COM
- 小道具：高津映画装飾
- 運搬：マイド

- 宣伝美術：高橋実、横田直人
- 宣伝写真：松澤亜希子
- 宣伝ヘア＆メイク：吉森香織
- メイキング演出：岡宗秀吾

- 制作：藤野和美（オフィス・REN）、水野彰弘（オフィス・モレ）
- 制作協力：キューブ
- 協力：LUXentertainment、ハイレグタワー
- 稽古場提供：浅井企画
- 企画・製作：プロペラ犬（水野美紀×楠野一郎）

### 公演期間
- 東京公演（2007年11月27日 - 12月2日、赤坂RED/THEATER）[2] - 全10回
- 大阪公演（2007年12月7日 - 12月9日、大阪HEPホール）[2] - 全5回
- 川崎公演（2007年12月12日 - 12月13日、ラゾーナ川崎プラザソル）[2] - 全2回
川崎公演は、「延長戦」と銘打たれた追加公演[2]。
川崎公演限定で、稽古場風景及び舞台写真の展示、舞台写真の販売があった。

### 公演グッズ
- 『マイルドにしぬ』パンフレット 1200円
- プロペラ犬オリジナルTシャツ 2500円（色はエンジとグレー、サイズはS/M/L）
- プロペラ犬オリジナル缶バッジ 300円/個（幻となった「かーぶまん」が2種、プロペラ犬イラストが1種）
- 水野美紀デザインのバングル 800円（水野がデザイナーを務める「THIRD FACTORY」商品。会場のみ特別価格）
- 河原雅彦著『あの娘ぼくがこんなシネマ撮ったらどんな顔するだろう』 1470円（サイン入り）

- プロペラ犬福袋 6500円
上記5商品が全て入った福袋。通常6870円のところ福袋価格で販売。
尚、Tシャツは2色のうち1色・1サイズを選ぶ形式だった。パンフレットには水野、河原の本、共に各々のサイン入り。

## テレビ放送
シアターテレビジョンにて、初回は2008年3月4日放送。数回リピート放送あり。

## その他・エピソード
- 水野は本作の前に出演していた、piper10周年記念公演『ひーはー』のカーテンコールにて、度々チラシを持って登場。本人自ら宣伝をしていた。
- 『ひーはー』の上演劇場であった本多劇場ロビーにて、先行予約を実施。

本人が宣伝した直後ということもあり、この先行予約は功を奏したと思われる。
- 『マイルドにしぬ』上演までの経緯は、2007年9月3日 - 13日まで東貴博のヤンピース内で放送された水野と設楽統出演のラジオドラマ「マイルドにしぬ前に」の中で語られている。
- 2006年6月から配布された仮チラシ、その後配布された本チラシの題字や手書きの文字は、水野によるもの。

「題字：水野美紀」としなかったのはあえてとのこと。また、本件を知らない人物からは、あまりの力強い文字に男性が書いたと勘違いされたと楠野がブログで語っている。
- 本チラシで水野と河原が着用した衣装は、水野の手作りによるもの。自前の服を染めたり・切り裂いたりして作成された。

チラシ中央部に飾られた「かーるまん」（後に「かーぶまん」と改名）は、作家の楠野が作成。お菓子の「カール」で作られており、いざ撮影しようとした際に、湿気で手足として刺した綿棒が取れる出来事があった。
- 本作の台本は、2008年12月出版の著書『プロペラ犬の育て方』に「ほとんど完全採録版」として収録されている。
- 本作の一編「くさりもの」が、2009年7月26日に福井県の♯（ナンバー）という劇団によって『ホラーナイト3』の中で上演された。作：楠野一郎（プロペラ犬）、演出：あまグリコ、出演：酒井祐美子・田所龍臣